# Крутые Горки (Тверская область)
Крутые Горки — деревня в Калининском районе Тверской области. Входит в состав Медновского сельского поселения.

## География
Находится в юго-восточной части Тверской области на расстоянии приблизительно 16 км на северо-запад по прямой от города Тверь на левобережье реки Тверцы.

## История
На карте 1939 года здесь были обозначены отдельные строения, в 1980 году уже отмечено поселение с населением около 40 человек.

## Население
Численность населения: 0 человек в 2002 году, 1 в 2010.